# Niccolò di Giovanni Fiorentino
Ne doit pas être confondu avec Giovanni Fiorentino.
Nicolo Fiorentino en croate, sculpteur et architecte italien de la Renaissance actif aussi en Dalmatie, né à Bagno a Ripoli, Florence, en 1418, et mort à Šibenik en 1506.

## Biographie
Pendant plusieurs siècles on ne savait que peu de choses de la biographie de Niccolò Fiorentino bien que ses œuvres soient connues jusqu'à la publication de l'étude d'Anne Markham Schulz, Niccolò di Giovanni and Venetian Sculpture of the early Renaissance. La découverte en 2000 aux Archivio di Stato di Venezia d'un testament de Niccolò di Giovanni, qui se trouvait gravement malade à Venise en 1462, maladie à laquelle il a survécu, a permis d'apporter des éléments sur l'identité du personnage. Il est né d'après ce document autographe dans le petit village de Tegolaia (San Michele in Tegolaia aujourd'hui le hameau de Grassina), dans la ville de Bagno a Ripoli, à la périphérie de Florence. Le qualificatif de Fiorentino qui lui a été ajouté en Dalmatie indique clairement sa région d'origine.
Avant cette publication, dans la recherche de sa personnalité, on l'a confondu avec le médailliste Niccolò di Forzore Spinelli (1430-1514), aussi appelé Niccolò Fiorentino, mais celui-ci n'a jamais été architecte ni travaillé en Dalmatie, et Niccolò Coccari, un élève de Donatello, en lui supposant une origine croate.
Il a été actif à Venise de 1457 jusqu'à environ 1468 où il a réalisé plusieurs œuvres. Pour la période précédente, l'hypothèse la plus probable est qu'il a travaillé dans l'atelier padouan de Donatello. Malheureusement la perte des registres de la Veneranda Arca di Sant'Antonio, fabrique chargée de l'entretien de la basilique Saint-Antoine de Padoue pour cette époque, ne permet pas de vérifier cette hypothèse.
Il a ensuite travaillé en Dalmatie, mais malgré son travail en Dalmatie, Niccolò di Giovanni a continué à produire des sculptures pour Venise.
À Venise, il a réalisé :

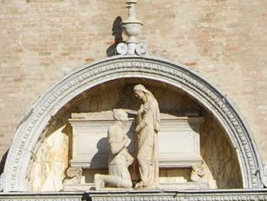
Tombe de Vittore Cappello dans l'église Sant'Elena

- Mise au tombeau du Christ, exécuté pour le sénateur vénitien Alvise Lando, actuellement à Berlin[1]
- Saint Jean dans le désert, réalisé par Alvise Lando, actuellement à Liverpool
- Couronnement architectonique et cinq personnages pour l'Arco Foscari dans le palais Ducal
- Saint Christophore et l'Annonciation, à la porte de l'église de la Madonna dell'Orto
- Tombe du doge Francesco Foscari dans le chœur de la Basilique des Frari
- Tombe de Vittore Cappello dans l'église Sant'Elena

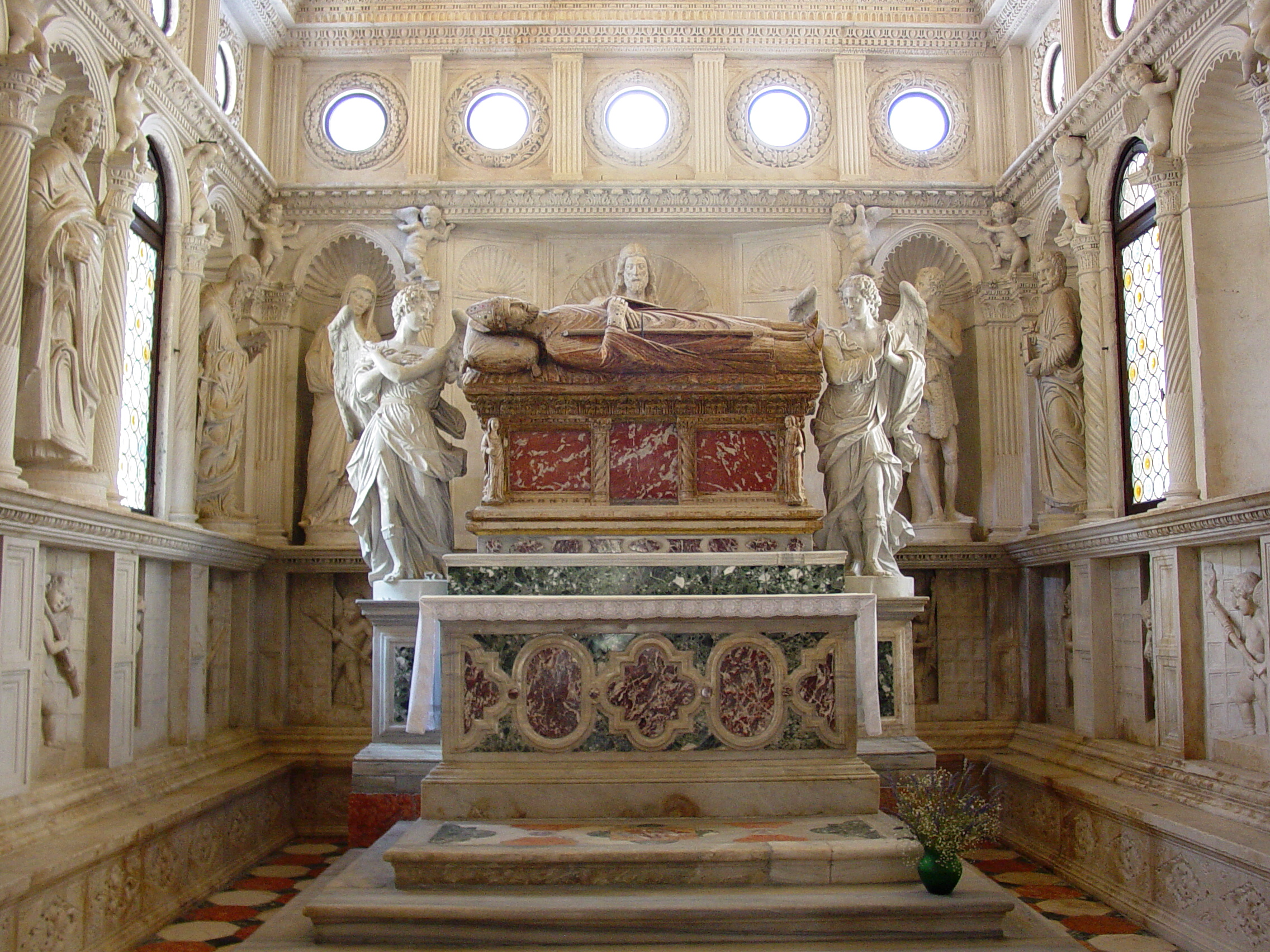
Chapelle funéraire du bienheureux Giovanni Orsini
Cathédrale Saint-Laurent de Trogir

À la fin de 1467, Niccolò di Giovanni a quitté Venise, appelé pour réaliser et décorer, avec Andrea Alessi, la chapelle funéraire du bienheureux Giovanni Orsini, évêque et patron de Traú (Trogir), pour la somme - énorme pour l'époque - de 2 300 ducats. Ensemble, ils ont non seulement construit la chapelle, qui dépasse du bas-côté nord de la cathédrale de Trogir, mais exécuté les statues des douze apôtres, grandeur nature, ainsi que quatre autres grandes statues, dont une du Christ. Construite en gros blocs de pierre, elle est caractérisée par une grande harmonie des formes et un retour selon les idéaux de l'Antiquité donnant à cette chapelle funéraire une apparence très apaisée.
Niccolò di Giovanni Fiorentino a fait la connaissance du patricien Coriolano Cippico de Traù. Ensemble, avec Andrea Alessi, ils ont travaillé sur le palazzo Cippio de Trogir. Il a pris un contrat pour travailler sur la chapelle du saint patron de Zadar qui a été démolie en 1570.
Niccolò di Giovanni et Andrea Alessi ont réalisé en 1472 et 1473 le portail et la façade de l'église de Santa Maria des Augustins sur l'île Saint-Nicolas de l'archipel des îles Tremiti, travail pour lequel il a reçu un salaire de 700 ducats.
Il a surtout été connu pour son travail à la cathédrale Saint-Jacques de Šibenik à la demande de sa fabrique, sur laquelle il est intervenu à partir de la fin de 1474, après la mort de Georges le Dalmate. Niccolò Fiorentino a terminé la cathédrale dans le style de la Renaissance, suivant les plans originaux de Georges le Dalmate. Il y a exécuté les statues de saint Jacques et saint Marc, terminé la coupole et la partie supérieure de la façade, travaillé sur le chœur et le sanctuaire.
Il est cité pour la dernière fois pour un paiement le 28 décembre 1506. On n'a pas de document précisant le lieu de sa sépulture, mais Šibenik est le plus probable.